# Compagnie française pour l'exploitation des procédés Thomson-Houston
Ne doit pas être confondu avec Thomson-Houston Electric Company.

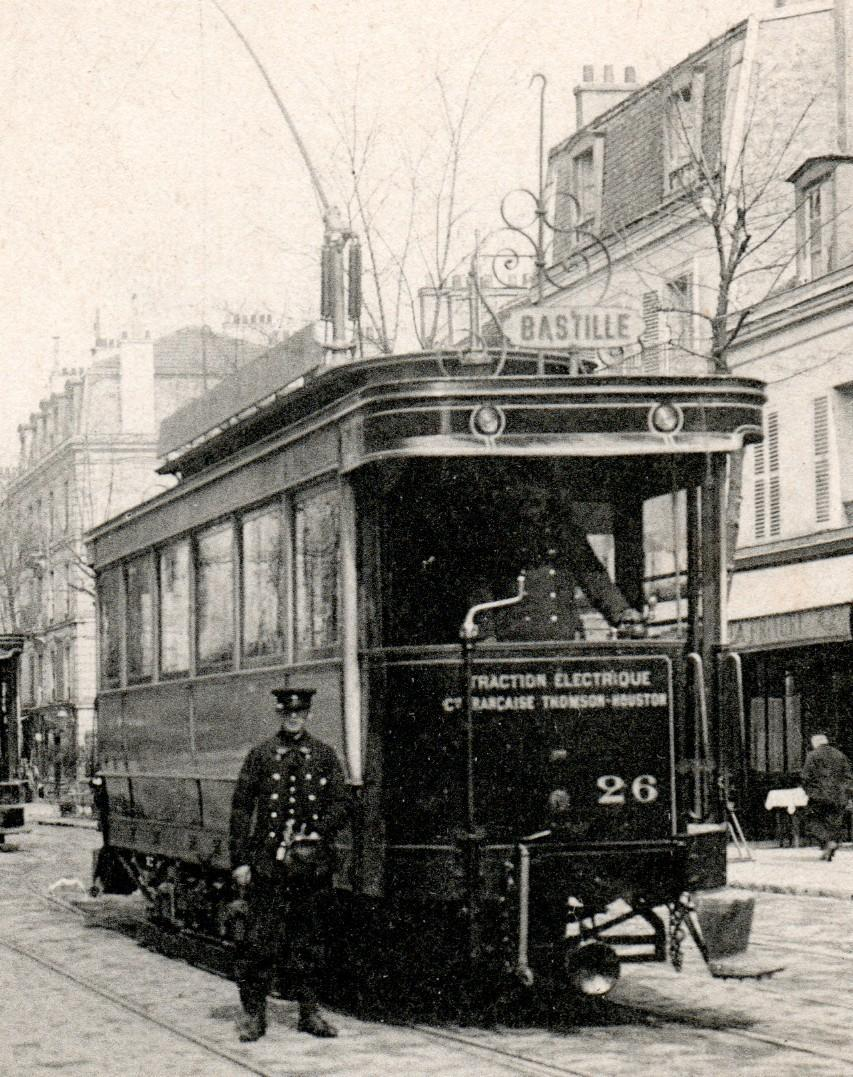
Tramway système Thomson-Houston à Paris de la Compagnie générale parisienne de tramways.

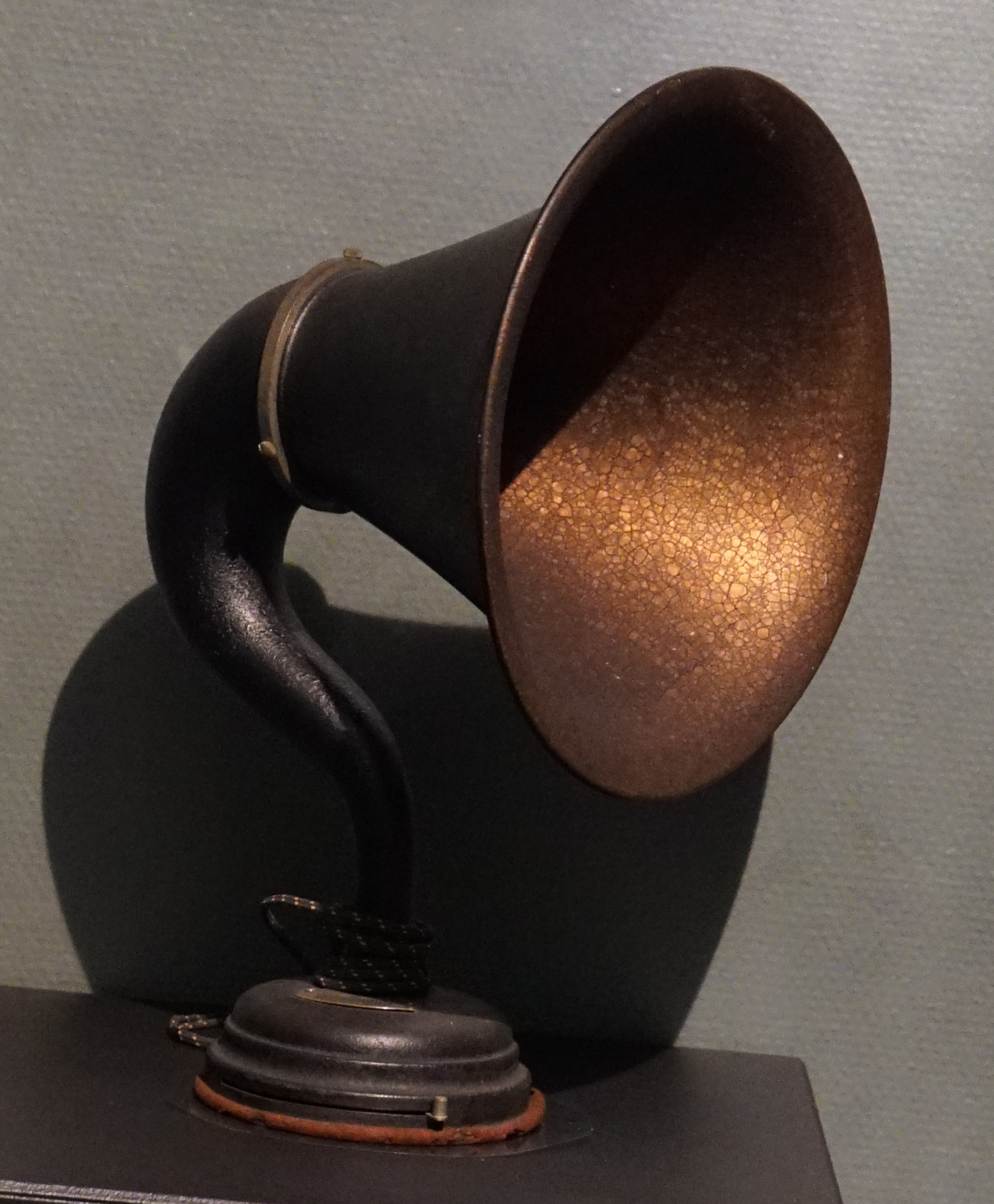
Haut-parleur Thomson-Houston à lampes.

La Compagnie française pour l’exploitation des procédés Thomson-Houston (CFTH) est une entreprise créée à Paris le 27 février 1893 comme filiale française de General Electric, en association avec la Compagnie des compteurs, pour construire et exploiter des unités de production et de transport d'électricité et des réseaux de tramways électriques. 
Elle applique dans la construction des lignes et du matériel roulant de tramways, les techniques issues des brevets américains dont elle possède les droits d'exploitation. 

## Historique
(décembre 2021).
- 1879 : Elihu Thomson et Edwin J. Houston créent la Thomson-Houston Electric Company (THEC) aux États-Unis.
- 1885 : création de la Thomson-Houston International Electric Company dont l'objectif est de vendre des systèmes d'éclairage électrique dans le monde entier[5]. Elle cède dès 1891 la licence de son compteur électrique à la Compagnie pour la Fabrication des Compteurs et Matériels d'Usines à Gaz, renommée Compagnie des Compteurs.
- 1892 : THEC fusionne avec la compagnie de Thomas Edison, la Edison General Electric Company, pour former la General Electric Company (aujourd'hui General Electric). La même année, une filiale est ouverte en France.
- 1893 : Création en commun avec la Compagnie des Compteurs de la Compagnie française pour l'exploitation des procédés Thomson-Houston, nom abrégé en Compagnie française Thomson-Houston (CFTH), pour exploiter en France les brevets de Thomson-Houston Electric dans le domaine de la production et du transport de l'électricité[6]. L'entreprise est dirigée par Émile Mercet, représentant de la banque Périer, l'actionnaire principal. Elle élargit ses activités au secteur prometteur du tramway et plus largement de la traction électrique.
- 1909 : La société continue à se diversifier dans des domaines, alors annexes, des transports : Signalisation ferroviaire, téléphone et prend, à cet effet, le contrôle des Ateliers Postel-Vinay, de la Compagnie d'électricité Thomson-Houston de la Méditerranée et de la Compagnie française des accumulateurs électriques Union[7].
- 1918 : Absorption de la Société l'éclairage électrique.
- 1919 : Signature le 1er août d'un Principal Agreement clarifiant les rapports entre la CFTH et GEC.
- 1921 : Création en commun avec la Compagnie générale d'électricité (CGE) de la Compagnie des Lampes, connue pour sa marque Mazda.
- 1922 : Installation des services centraux dans l'immeuble du 173 boulevard Haussmann (Paris 8).
- 1925-1931 : Importante série de restructurations avec notamment :
  - 1925 : Création d'une filiale financière, la Société Financière Électrique et sa société de crédit à la consommation, le Crédit électrique qui deviendra le Crédit électrique et gazier (CREG).
  - La création de la Compagnie des Téléphones Thomson-Houston (CTTH) qui sera cédée à ITT en 1926.
  - 1928 : Transfert des activités lourdes dans une filiale commune avec la Société alsacienne de constructions mécaniques, nommée Als-thom pour ALSacienne-THOMson (deviendra ultérieurement Alstom).
  - 1930 : Filialisation des activités de radiologie dans la Compagnie Générale de Radiologie (CGR).
  - 1931 : Les activités lampes sont logées dans une filiale commune avec Philips pour créer les Fabriques Réunies de Lampes Électriques (FRLE).
  - 1931 : partenariat avec la société anonyme Ducretet dirigée par Ernest Roger et création de la société Ducretet Thomson pour la fabrication en grande série d'appareils de TSF sous la marque « La Voix du Monde ».
- 1936 : La CFTH est nationalisée
- 1941 : Le 24 décembre, la firme prend le nom de Compagnie française Thomson-Houston.
- 1946 : Production d'électronique professionnelle (émetteurs-récepteurs radio, transmission hyperfréquences, radars), d'électronique grand public (postes de radio, électrophones) et d’électroménager (réfrigérateurs).
- 1958 : Rachat à Pathé-Marconi de sa branche radio-télévision (La Voix de son Maître, Marconi) et de l'usine de Thonon-les-Bains.
- 1966 : La société disparaît à la suite d'une fusion avec Hotchkiss-Brandt pour former la société Thomson-Houston-Hotchkiss-Brandt, qui sera renommée par la suite Thomson-Brandt.

## Réseaux de tramways électrifiés par la compagnie
- Tramway du Havre
- Tramway de Nice et du littoral
- Compagnie générale parisienne de tramways
- Société des tramways algérois
- Tramways de Tours
- Chemins de fer nogentais